# Altenberga
Altenberga là một đô thị thuộc huyện Saale-Holzland, trong bang Thüringen, Đức. Đô thị Altenberga có diện tích 17,49 km².